# Гданьск
Гданьск (пол. Gdańskо файле [ˈgdaɲsk], кашуб. Gduńsk, лат. Gedanum, Dantiscum, в 1308—1466 и 1793—1945 годах носил название Да́нциг, нем. Danzig) — город в северной Польше, шестой по населению в стране (486 тыс. чел. на 2024 год) и крупнейший по площади. Административный центр Поморского воеводства. Вместе с соседними Сопотом и Гдыней образует агломерацию Труймясто — «Трёхградье» с общим населением в 747 637 жителей (2017).
Гданьск — крупный порт на Балтийском море; центр промышленности — в частности, нефтехимической и машиностроения (развиты судостроение и судоремонт).

## История
Гданьск впервые упоминается в летописи в 997 году в связи с миссией святого Адальберта (Войцеха) в Пруссию. Однако, по данным археологических раскопок, поселение на месте Гданьска существовало уже в V веке н. э.
С 997 по 1308 год Гданьск находился в составе Польши. 14 ноября 1308 года был захвачен рыцарями Тевтонского (Немецкого, или Германского) ордена, присоединён к Пруссии и переименован в Данциг. С 1361 года Данциг становится членом Ганзейского союза, причём одним из важнейших.
В 1466 году, после окончания Тринадцатилетней войны Тевтонского ордена с Польшей, в ходе которой орден потерпел поражение, Данциг был воссоединён с Польшей и ему было возвращено его первоначальное название. Однако город получил от польского короля Казимира IV широкие привилегии, благодаря которым его зависимость от Польши фактически оказалась номинальной: город самостоятельно выбирал должностных лиц, вёл почти независимую внешнюю политику и обладал монетной регалией.
В 1468 году в городе возникло местное летописание, представленное «Данцигской хроникой», а в 1498 году началось книгопечатание.
Выступление Гданьска против польского короля Стефана Батория было подавлено в 1577 году, однако город сохранил свои привилегии, отделавшись выплатой контрибуции.
В ходе Войны за польское наследство город был взят войсками русского генерала Миниха. В 1793 году, в результате раздела Польши, Гданьск достался Пруссии и снова стал Данцигом. После взятия в 1807 году французами Данциг был объявлен вольным городом (Данцигская республика), но после разорительной осады в 1813 вернулся к Пруссии.

### Межвоенный период
После Первой мировой войны Данциг по Версальскому мирному договору (1919) получил статус вольного города и находился под управлением Лиги Наций. Договор также передавал Польше территории, дававшие ей доступ к Данцигу, т. н. Данцигский коридор (или Польский коридор), который отделял Восточную Пруссию от Германии. Большую часть населения города составляли немцы, но поляки имели право на свои собственные учреждения, например школы, библиотеки и т. п. Кроме того, по Версальскому договору Польше было предоставлено ведение иностранных дел Данцига и управление железнодорожным сообщением вольного города. Польше было предоставлено право свободного пользования данцигскими водными путями, доками и прочим. Данциг входил в таможенную зону Польши. С 1926 года Польша, с согласия Лиги Наций, содержала в гавани Данцига склад военного снаряжения под охраной польских военнослужащих.

### Вторая мировая война
В 1939 году Германия потребовала от Польской Республики возвратить город, а также предоставить Германии пути в обход Данцигского коридора для связи с Восточной Пруссией. Отказ Польши стал формальным поводом к началу Второй мировой войны.
1 сентября 1939 года в Гданьске немецкими войсками были атакованы польская почта (см. Оборона польской почты в Гданьске) и небольшой польский гарнизон в форте Вестерплатте. В течение нескольких часов польскую почту обороняли несколько десятков польских патриотов, вооружённых в основном спортивным и охотничьим оружием. Гарнизон польского военно-транзитного склада удерживал оборону против немецких войск с 1 по 7 сентября. По декрету Адольфа Гитлера 8 октября Гданьск вошёл в состав Восточной Пруссии как город Данциг.
Гданьск был освобождён советскими войсками в конце марта 1945 года. В ходе бомбардировок и штурма советскими войсками город был сильно разрушен, в центре разрушения достигали 70—80 %.
После войны, по решению Потсдамской конференции, Восточная Пруссия была ликвидирована. Её южная часть, примерно 2/3 общей территории, в том числе и Гданьск, была передана Польше. Немецкое население было депортировано.

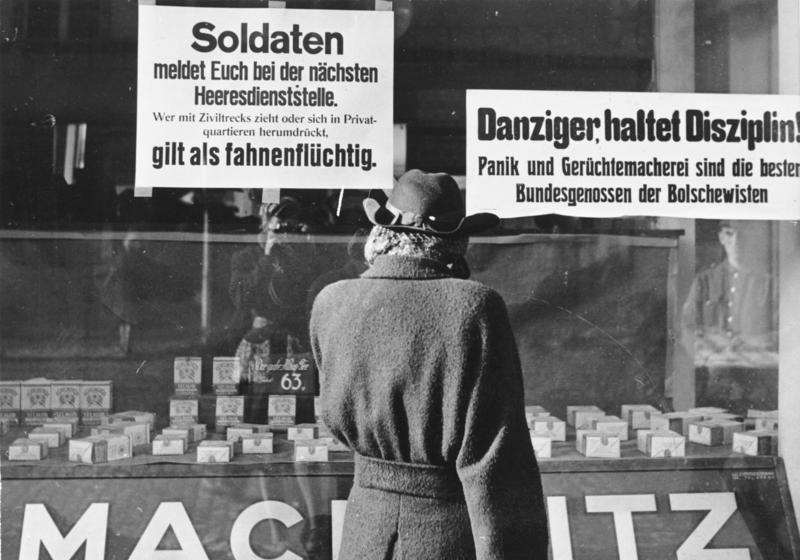
Плакаты нацистской Германии (1945 год):
«Солдаты, явитесь (регистрируйтесь) в ближайшее ведомство сухопутных войск! Кто присоединяется к гражданским беженцам или пребывает без дела в гражданских квартирах, считается находившимся в самовольной отлучке»;
«Жители Данцига, сохраняйте дисциплину! Паника и распространение слухов — лучшие союзники большевиков».

### После войны
Сразу же после войны, уже в конце сороковых годов, несмотря на значительные экономические трудности, в Гданьске началось восстановление старого города. Этот процесс не завершён до сих пор, хотя большая часть работ уже выполнена. В основном не восстановленными остаются руины зерновых амбаров на острове Складов и острове Оловянка. В целом же старый город восстановлен почти полностью.
В 1956 году был создан Гданьский отдел БГКТ.
Летом 1980 года Гданьск стал одним из центров забастовочного движения, приведшего к созданию независимого профсоюза «Солидарность». Здесь базировался Межзаводской забастовочный комитет во главе с электриком Гданьской судоверфи Лехом Валенсой (впоследствии президент Польши). Здесь было подписано наиболее известное из Августовских соглашений. В декабре 1981 Гданьская судоверфь стала очагом протеста против военного положения, весной 1988 года — одним из центров новой забастовочной волны.
13 января 2019 года был убит мэр Гданьска Павел Адамович, занимавший этот пост более 20 лет.

## Климат
В городе преобладает влажный морской климат с мягкой зимой и дождливым летом. Средняя температура воздуха колеблется от −1,0 °C до +17,2 °C и осадки от 31,0 мм / месяц до 84,0 мм / месяц.
Сезоны чётко различимы. В начале весны обычно холодно и ветрено, а затем погода становится тёплой и довольно солнечной. Лето, которое начинается в июне, в основном тёплое, но жаркая пора (с температурой выше +30…+35 °C бывает, по крайней мере, один раз в год) с большим числом солнечных дней, которые перемежаются с сильным дождём. Июль и август самые тёплые месяцы. Осень приходит в сентябре, который, как правило, тёплый и солнечный, постепенно меняется на холод, сырость и туманы в ноябре. Зима длится с декабря по март. Январь и февраль — холодные месяцы: температура иногда понижается до −15 °C.
| Показатель                                                                                                  | Янв.  | Фев. | Март  | Апр. | Май  | Июнь | Июль | Авг. | Сен. | Окт. | Нояб. | Дек.  | Год   |
| --- | ----- | ---- | ----- | ---- | ---- | ---- | ---- | ---- | ---- | ---- | ----- | ----- | ----- |
| Абсолютный максимум, °C                                                                                     | 11,2  | 12,8 | 19,7  | 25,8 | 29,3 | 32,1 | 34,9 | 34,2 | 30,2 | 24,3 | 16,6  | 14,0  | 34,9  |
| Средний суточный максимум, °C                                                                               | 1,5   | 1,9  | 6,8   | 12,5 | 17,9 | 18,8 | 20,4 | 20,1 | 16,4 | 11,8 | 6,0   | 2,9   | 11,4  |
| Средний суточный минимум, °C                                                                                | −3,5  | −2,5 | −0,1  | 4,1  | 8,1  | 12,0 | 13,6 | 12,7 | 11,0 | 6,6  | 2,4   | −0,9  | 5,3   |
| Абсолютный минимум, °C                                                                                      | −23,8 | −23  | −17,5 | −6,9 | −2   | 0,9  | 4,1  | 2,0  | −2,9 | −5,8 | −12,4 | −16,6 | −23,8 |
| Источник: http://www.stat.gov.pl/cps/rde/xchg/gus (пол.). www.stat.gov.pl. Дата обращения: 28 августа 2022. |       |      |       |      |      |      |      |      |      |      |       |       |       |

## Экономика

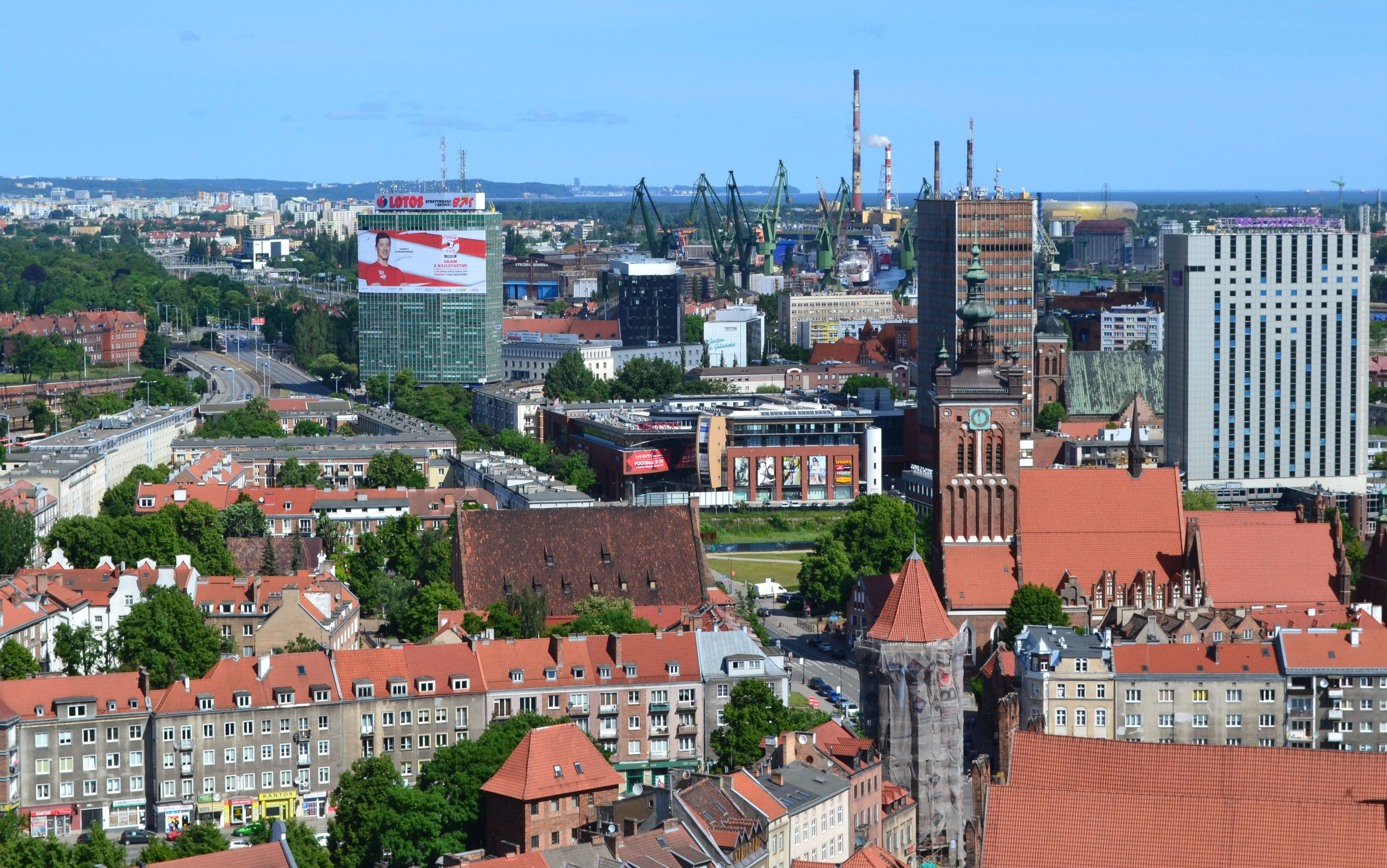
Wysokościowce — гостиницы и офисные здания в центре Гданьска

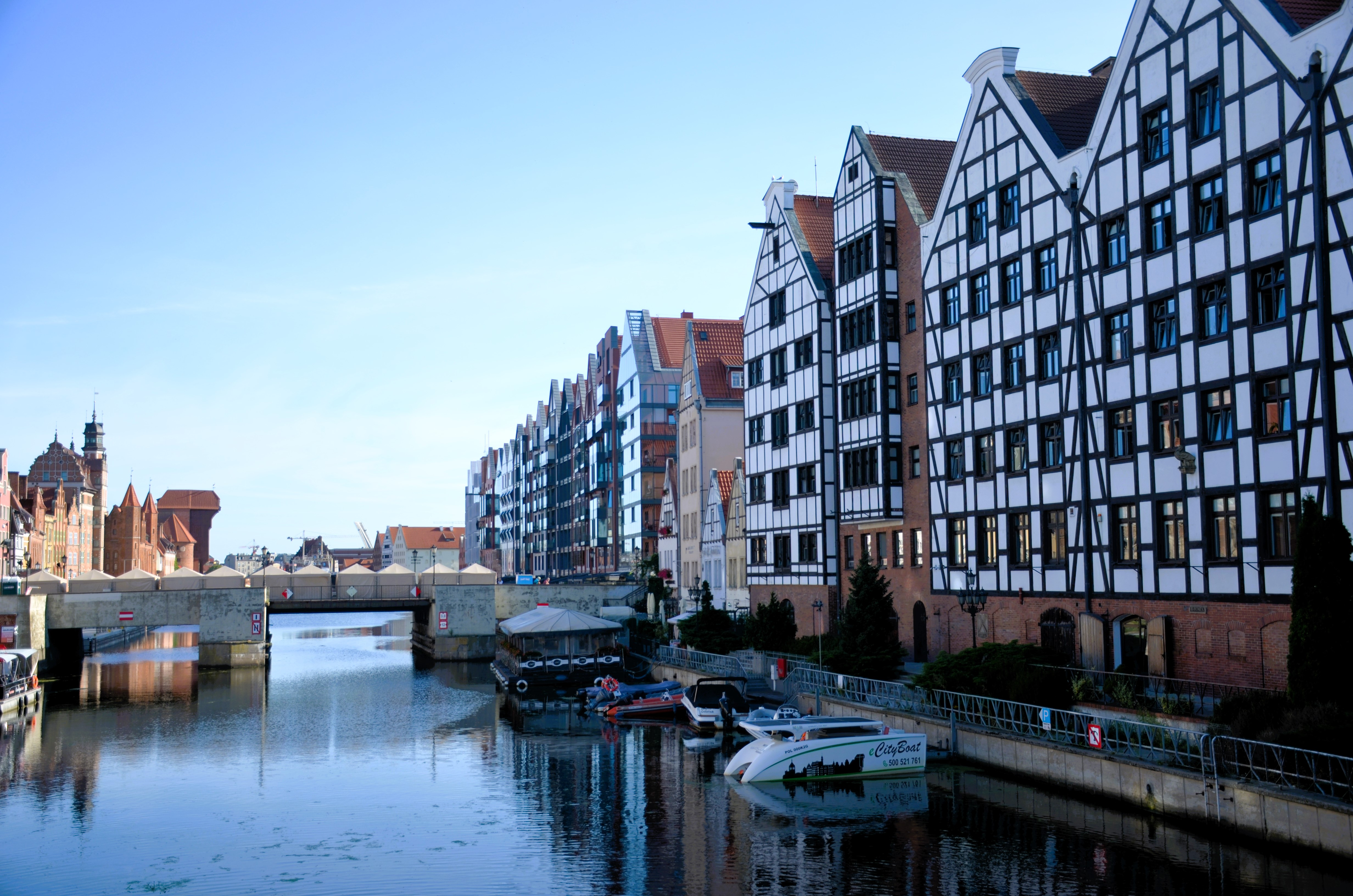
Зернохранилища на острове складов

В промышленных районах города преобладают судостроение, нефтехимическая, химическая и пищевая промышленности. Доля высокотехнологичных секторов, таких как электроника, телекоммуникации, машиностроение, косметика и фармацевтика находится на подъёме. Янтарная обработка является также важной частью местной экономики, так как большинство залежей янтаря в мире лежат вдоль Балтийского побережья. Поморское воеводство, в том числе и Гданьск, также являются крупным центром туризма в летние месяцы, миллионы поляков и граждан Европейского Союза отдыхают на пляжах балтийского побережья.
Крупные компании в Гданьске:
- Acxiom — IT.
- Aluship Technology — судостроение (конструкции из алюминия).
- Amazon — IT.
- Arla Foods — пищевая промышленность.
- Atlanta Poland — импортёр орехов и сухофруктов.
- Cognor — сталь, техника, капитальные товары.
- Compuware — IT.
- Crist — судостроение.
- Delphi — автозапчасти.
- Dr Cordesmeyer — мукомольное производство.
- Dr. Oetker — пищевая промышленность.
- Dresser Wayne — розничные системы заправки.
- Elektrociepłownie Wybrzeże — энергетика.
- Elnord — энергетика.
- Energa Trading — энергетика.
- EPAM — IT.
- Fineos — IT.
- First Data — финансовое дело.
- Flügger — производство красок.
- Fosfory Ciech — химическая компания.
- Gdańsk Shipyard — судостроение.
- Gdańska Stocznia Remontowa — судостроение.
- GE Money Bank — финансовое дело.
- Glencore — сырьевые материалы.
- Grupa Lotos — энергетика.
- HD Heavy Duty — розничная торговля.
- Hydrobudowa — строительная компания.
- IBM — IT.
- Intel — IT.
- Jysk — розничная торговля.
- Kainos — IT.
- Llentabhallen — стальные конструкции.
- LPP — розничная торговля.
- Lufthansa Systems — IT.
- Maersk Line — services & pick-up.
- Masterlease — финансовое дело.
- Mercor — Системы противопожарной защиты.
- Meritum Bank — финансовое дело.
- Orlen Morena — энергетика.
- Petrobaltic — энергетика.
- Polnord Energobudowa — строительная компания.
- RayRelocation -— IT.
- Satel — системы безопасности, ИТ.
- SII — IT.
- Skanska — строительная компания.
- Sony Pictures Entertainment — бухгалтерский учёт (планируется).
- Stabilator — строительная компания.
- Stocznia Północna — судостроение.
- Stocznia Wisła — судостроение.
- Suruga Seiki — IT.
- Thomson Reuters — СМИ.
- ThyssenKrupp Johann A. Krause — сталь, техника, капитальные товары.
- Transcom WorldWide — аутсорсинг бизнес-обработки.
- Weyerhaeuser Cellulose Fibers — производство волокон целлюлозы (планируется).
- Wirtualna Polska — интернет-сервис.
- Young Digital Planet — IT.
- ZenSar Technologies — IT.
- Ziaja — компания косметики и красоты.

## Транспорт

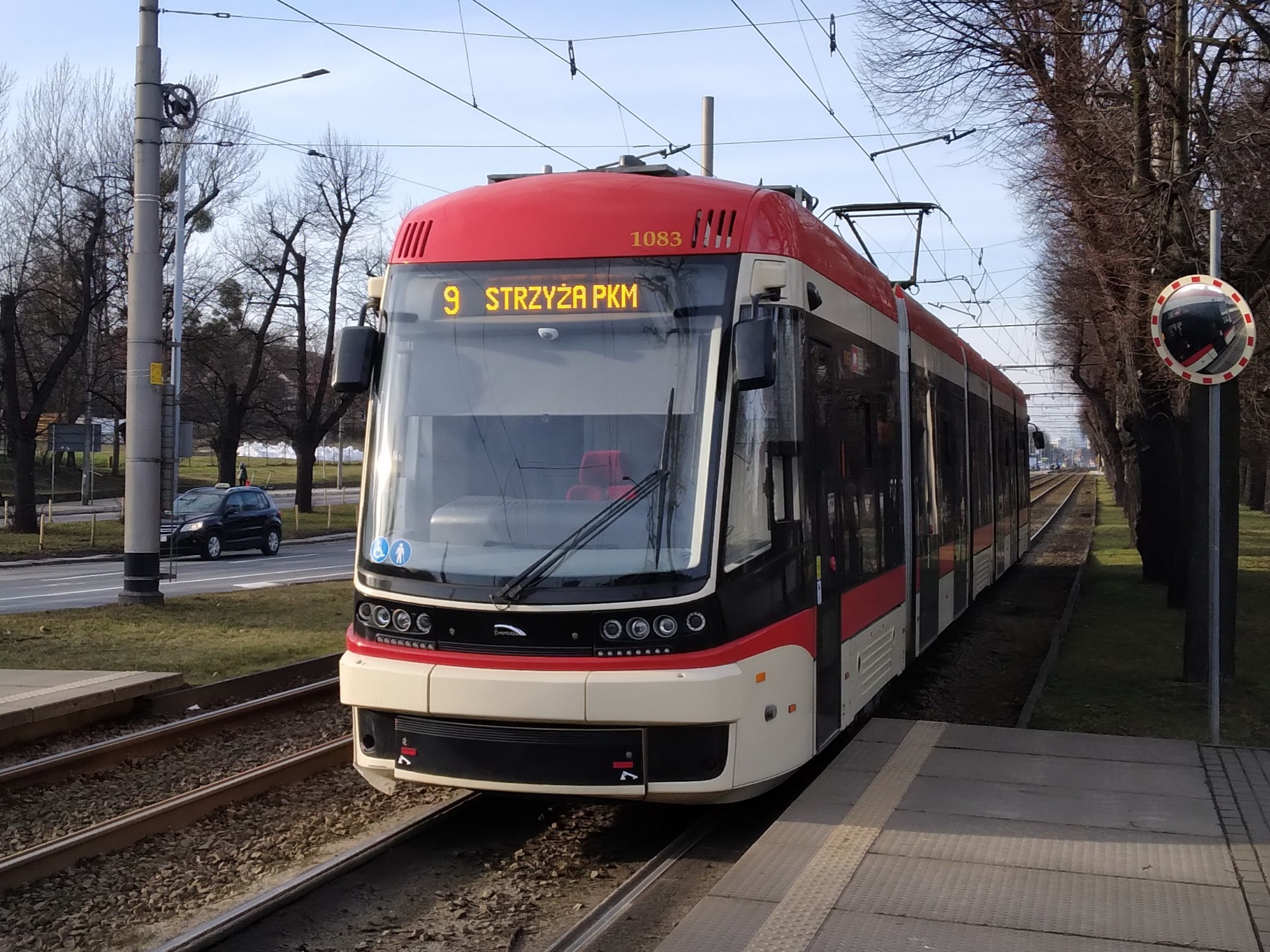
Гданьский трамвай — Pesa Jazz.

- Гданьский аэропорт имени Леха Валенсы — международный аэропорт, расположенный в Гданьске.
- Порты Гданьска: 1) DCT (Deep water container terminal) — порт, способный принимать крупнейшие грузовые суда и расположенный на южном побережье Гданьского залива в черте города. По состоянию на 2021 год — находится в процессе расширения; 2) Новый порт (Nowy port).
- Международные паромные линии: Из Гданьска в страны Скандинавии и Прибалтики ходят паромы компании Polferries.

| Год                 | 2005  | 2006  | 2007  | 2008  | 2009  | 2010  | 2011  | 2012  | 2013  | 2014  | 2015  | 2016  |
| ------------------- | ----- | ----- | ----- | ----- | ----- | ----- | ----- | ----- | ----- | ----- | ----- | ----- |
| Грузооборот, тыс. т | 23341 | 22407 | 19826 | 17781 | 18863 | 27182 | 25305 | 26898 | 30259 | 32278 | 35914 | 37289 |

- Gdańsk Główny (ПКП вокзал) — основная пассажирская железнодорожная станция с PKP Intercity и СКМ службы (есть также станция Гданьск-Вжещ).
- Szybka Kolej Miejska (SKM)— пригородно-городской поезд агломерации Труймясто.
- Парк автобусов и парк трамваев находятся в ведении ЗТМ Gdańsk (Zarząd Transportu Miejskiego w Gdańsku).
- Obwodnica Trójmiejska — линия в обход городов Гдыня, Сопот и Гданьск.

Поезда обеспечивают связь со всеми главными польскими городами, а также с соседними областями. Автострада A1 соединяет порт и город Гданьск с южной границей страны.
Гданьск являлся отправной точкой маршрута ЕвроВело 9, который продолжался на юг через Польшу, затем в Чехии, Австрии и Словении, до окончания в Пуле, Хорватия.

## Спорт

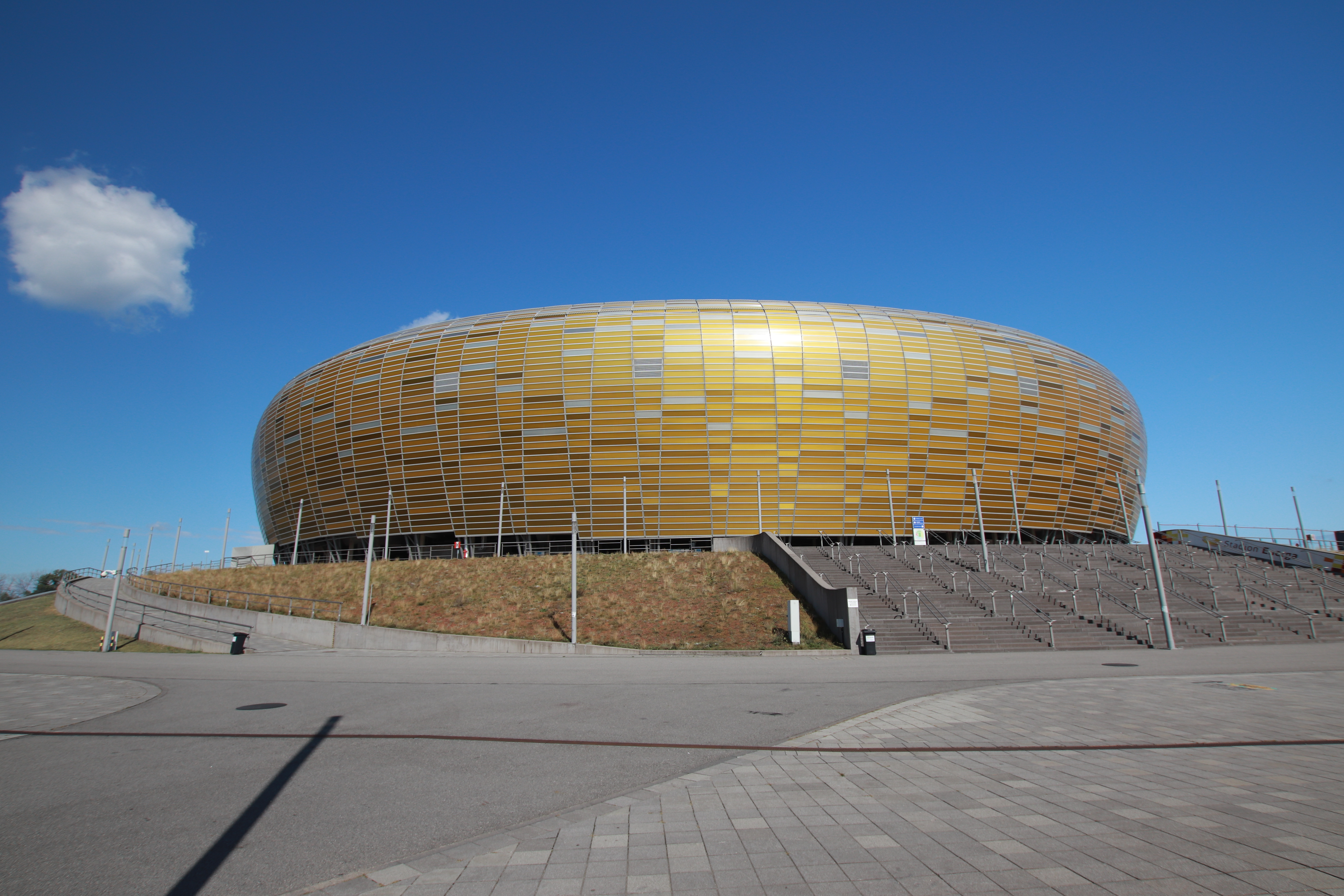
“Polsat Plus Arena” (домашняя арена футбольного клуба Lechia Gdańsk)

В Гданьске и области Труймясто существует много популярных профессиональных спортивных команд. Любительским спортом занимаются тысячи горожан Гданьска, а также в школах всех ступеней (начального и среднего образования, а также в университетах). Профессиональным футбольным клубом города является Гданьская Лехия. Основанный в 1945 году, этот клуб играет в высшем дивизионе чемпионата Польши по футболу. Его домашний стадион «Польсат Плюс Арена» принимал четыре матча Чемпионата Европы по футболу 2012 года, а также финал Лиги Европы 2021 года.
С 1957 года существует команда по спидвею. Не первый год в команде участвует россиянин Ринат Гафуров.
Хоккейная арена Оливия является домашним стадионом команд «Сточнёвец-2014» и «КХ Гданьск». Проводятся чемпионаты по шорт-треку.

## Политика и местное самоуправление

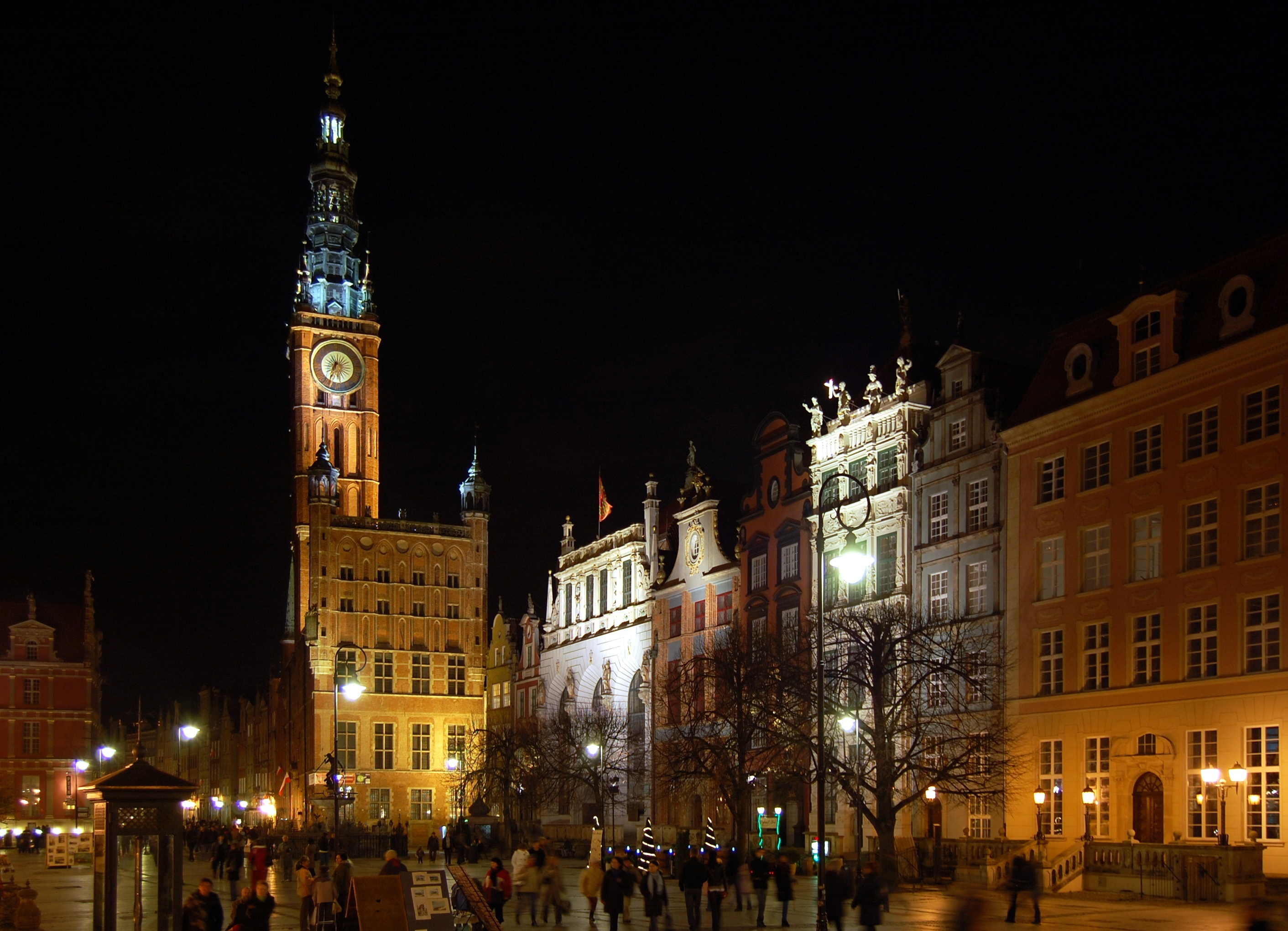
Длинный Рынок ночью

Современный Гданьск является столицей Поморского воеводства, и одним из основных центров экономической и административной жизни в Польше. Много важных государственных органов и местных органов власти имеют в нём свои главные офисы: Воеводское правление, Управление маршала, Воеводский сеймик, отделение Агентства Государственного казначейства, Агентство по защите потребителей и защите конкуренции, регионального социального страхования, Апелляционный суд и Высший административный суд.
Исполнительную власть представляет Президент Гданьска (Александра Дулькевич), а законодательную — Гданьский городской совет.

### Региональный центр
Гданьское воеводство было увеличено в 1999 году и включило большую часть бывших Слупского воеводства, западную часть воеводства Эльблонге, уезд Хойнице из воеводства Быдгощ, тем самым сформировалось новое Поморское воеводство. Площадь района, таким образом, увеличилась с 7394 км² до 18293 км², население возросло с 1 333 800 (1980) до 2 198 000 (2000). К 1998 году Труймясто составило абсолютное большинство населения, почти половина жителей нового региона живёт в центре.
В Гданьске имеется Генеральное консульство России.

## Образование и наука

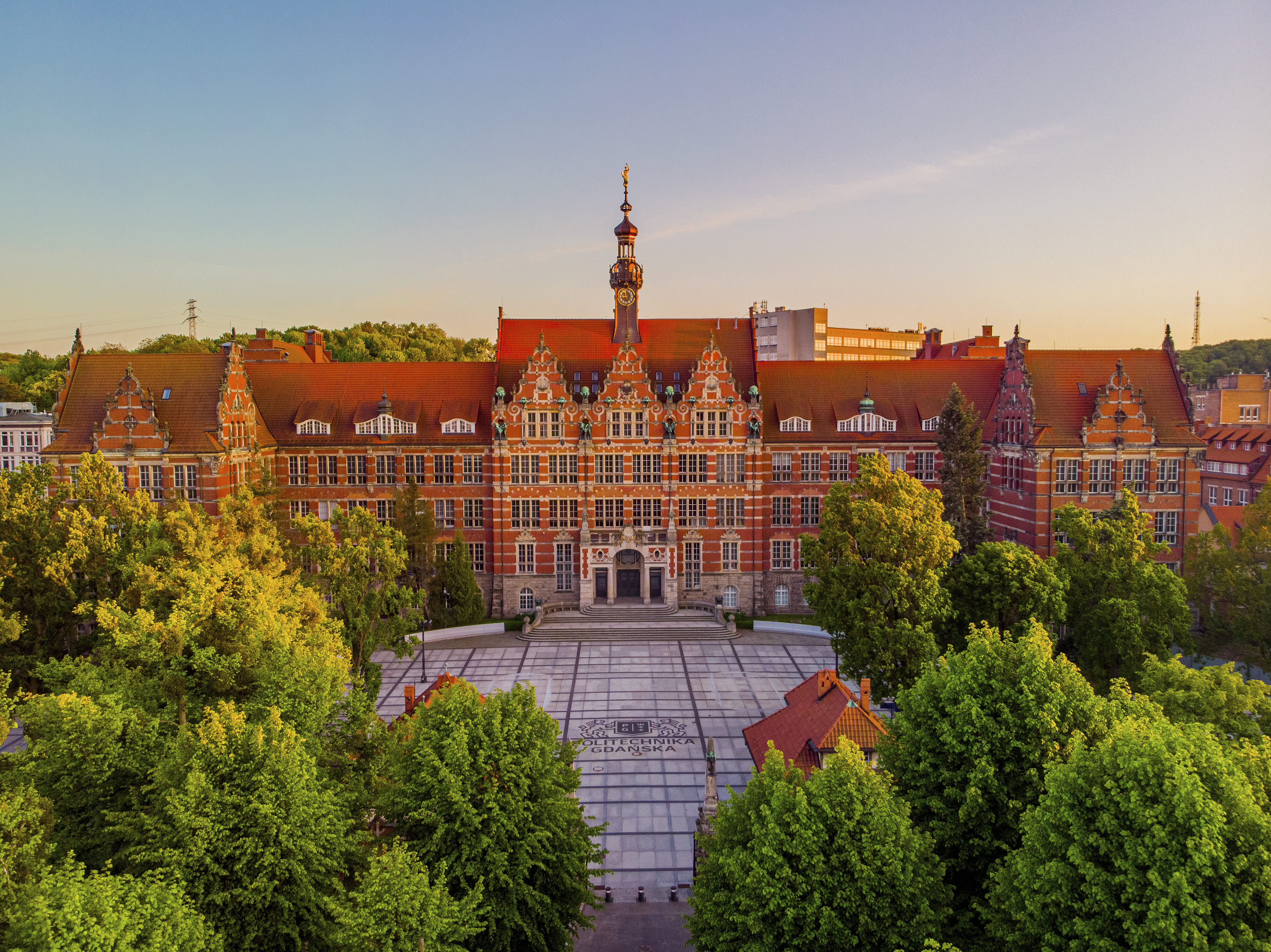
Главное здание Политехнического университета Гданьска

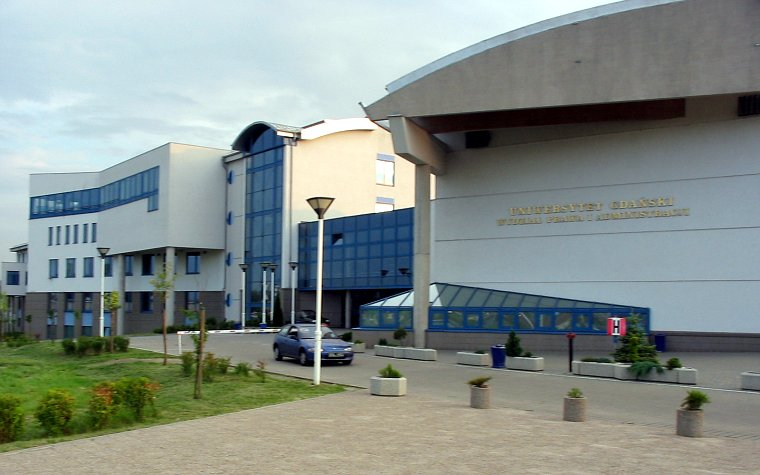
Юридический и административный отдел Гданьского университета

В Гданьске 14 университетов и в общей сложности 60436 студентов, в том числе 10439 выпускников по состоянию на 2001 год.
- Гданьский университет (Uniwersytet Gdański).
- Гданьский Политехнический Университет (Politechnika Gdańska).
- Гданьский медицинский университет (Gdański Uniwersytet Medyczny).
- Академия Физической Культуры и Спорта Гданьска (Akademia Wychowania Fizycznego i Sportu im. Jędrzeja Śniadeckiego).
- Музыкальная Академия (Akademia Muzyczna im. Stanisława Moniuszki).
- Академия изящных искусств (Akademia Sztuk Pięknych)[11].
- Институт наук о воде.
- Атенеум — Высшая школа.
- Гданьская Высшая гуманитарная школа.
- Гданьская Высшая школа управления.
- Школа банковского дела.
- Социально-Экономическая школа.
- Гданьская Высшая Школа Туризма и Гостиничного дела.
- Школа Управления.

### Научные и региональные организации
- Гданьское научное общество.
- Балтийский институт (Instytut Bałtycki), созданный в 1925 году́.
- TNOiK — Towarzystwo Naukowe Organizacji i Kierowania (Научное общество по организации и управлению) O / Gdańsk.
- IBNGR — Instytut Badań nad Gospodarką Rynkową (Гданьский Институт рыночной экономики)[12].

## Достопримечательности

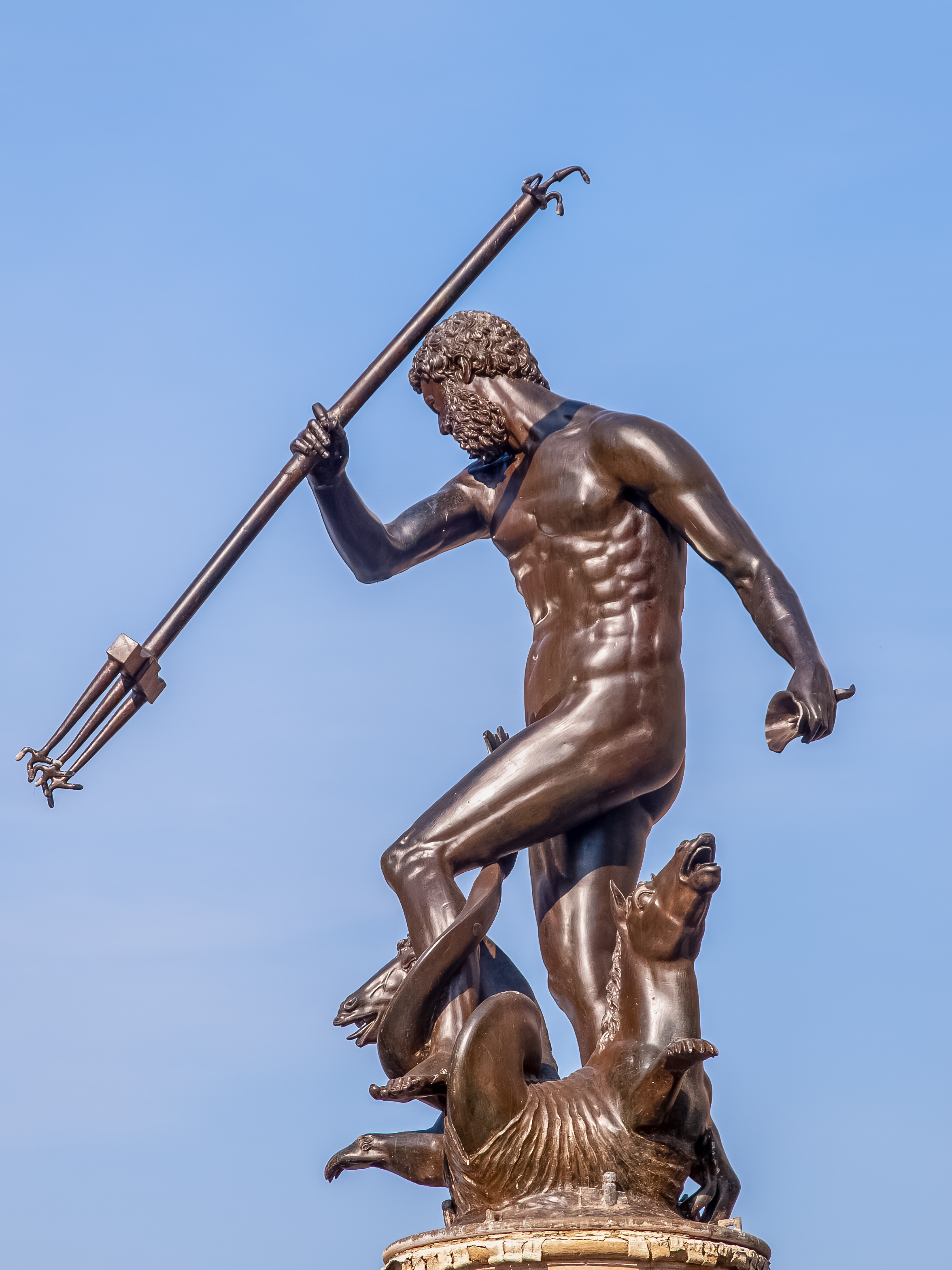
Фонтан Нептуна

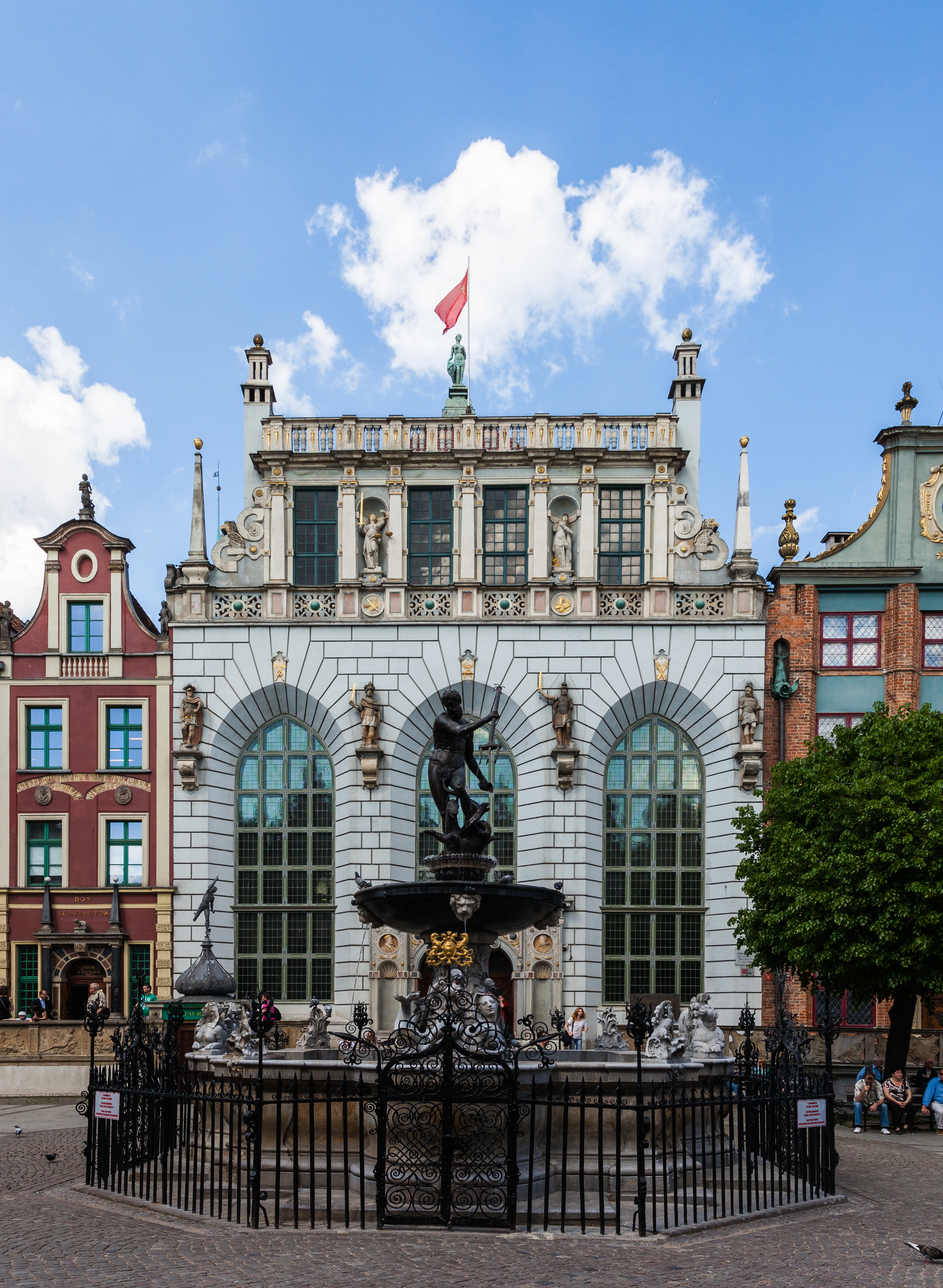
Двор Артуса

Старый город представляет собой архитектурный комплекс XIII—XVIII веков. В Гданьске есть и Старый город, и Главный город. Большинство архитектурных памятников находится в Главном городе:
- Церковь Девы Марии (Марьяцкий), второй по величине в Европе (после Кёльнского собора) и в то же время самый большой кирпичный храм в Европе. Построен в XIII—XVI веках в строгом готическом стиле. Почти полностью сохранился во время штурма города в 1945 году (обвалилась часть сводов, впоследствии восстановленных в бетоне).
- В Старом городе находится Дом Упхагена, один из немногочисленных в Европе мещанских каменных домов XVIII века, открытых для посещения.
- Королевский тракт — парадный въезд в город, начинающийся у комплекса городских ворот (Высокие ворота, Злодейские ворота и Золотые ворота), далее тракт идёт по улице Длугой (Длинной) и заканчивается на площади Длугий Тарг (Длинный рынок).
- На Длугом Тарге находятся многие памятники эпохи Ренессанса:
  - городская ратуша;
  - Улица Марьяцка в Гданьске[14];
  - двор Артуса;
  - фонтан Нептуна (Это самый старый действующий фонтан в Польше[15]);
  - Золотой Дом (его фасад с позолоченными каменными рельефами[16]);
  - Зелёные ворота (Это самые большие городские ворота и, вероятно, самые старые водные ворота в Гданьске[17]);
  - Ворота-кран (исторические городские ворота с функцией подъёмного механизма[18]).
  - Дом Фербера.
- Остров складов.
- Аббатский дворец в Оливе.
- Большой арсенал.

В Гданьске расположено много музеев, в том числе галерея живописи. Интересен археологический музей, расположенный в историческом центре города. Там же расположен гданьский Центральный Морской музей. К морскому музею относится также и Журав — сооружение XV века, сочетавшее в себе несколько функций — городских ворот, оборонительной башни и портового крана. До начала XX века Журав был самым большим портовым краном Европы. Его также использовали для установки мачт на корабли. Журав является одним из символов Гданьска.
В 2017 году́ был открыт Музей Второй мировой войны, один из крупнейших музеев Европы, посвящённый данной тематике.
Среди храмов Гданьска можно отметить бенедиктинский Костёл Святого Адальберта, Костёл Святого Франциска, а также Церковь Девы Марии и Костёл Святой Варвары, много веков бывших лютеранскими церквями и переосвящённых в XX веке.
В пригороде Гданьска расположен зоопарк.

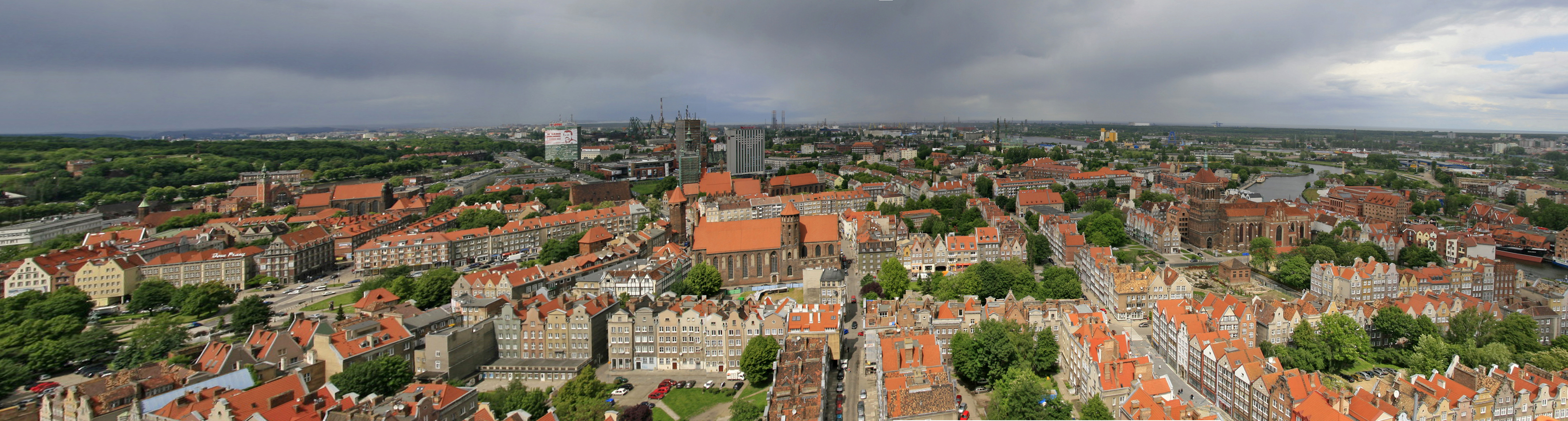
Панорама города

## В астрономии
В честь Гданьска назван астероид (764) Гедания, открытый в 1913 году немецким астрономом Францем Кайзером, который работал в обсерватории Гданьска.

## Города-побратимы
- Астана, Казахстан (1996)
- Барселона, Испания
- Бремен, Германия
- Бытув, Польша
- Вильнюс, Литва
- Кальмар, Швеция
- Кливленд, шт. Огайо, США
- Марсель, Франция
- Ницца, Франция
- Одесса, Украина
- Ровно, Украина
- Роттердам, Нидерланды
- Руан, Франция
- Сефтон, Англия, Великобритания
- Турку, Финляндия
- Хельсингёр, Дания
- Мариуполь, Украина

С марта 2022 года из-за военного вторжения России на Украину Гданьск прекратил сотрудничество со следующими российскими городами:
- Калининград, Россия (до 2022)
- Санкт-Петербург, Россия (1961—2022)